# Stichopus naso
Stichopus naso е вид морска краставица от семейство Stichopodidae. Видът не е застрашен от изчезване.

## Разпространение
Разпространен е в Австралия, Бруней, Вануату, Виетнам, Източен Тимор, Индонезия, Камбоджа, Китай, Мавриций, Мадагаскар, Малайзия, Нова Каледония, Папуа Нова Гвинея, Провинции в КНР, Сингапур, Соломонови острови, Тайван, Тайланд, Филипини, Шри Ланка и Япония.